# Caribu-anão
O caribu-anão ou caribu-de-dawson (Rangifer tarandus dawsoni) habitava as ilhas Queen Charlotte, na Colúmbia Britânica. O último exemplar conhecido foi reportado no ano de 1908. Tratava-se de uma subespécie de caribou, o nome pelo qual a rena é conhecida na América do Norte.